# Vanduzeeina slevini
Vanduzeeina slevini är en insektsart som beskrevs av Robert L. Usinger 1930. Vanduzeeina slevini ingår i släktet Vanduzeeina och familjen sköldskinnbaggar. Inga underarter finns listade i Catalogue of Life.